# فرودگاه سرتنجا
فرودگاه سرتنجا (به انگلیسی: Sarteneja Airport) یک فرودگاه همگانی با کد یاتا SJX است که یک باند فرود آسفالت دارد و طول باند آن ۸۲۳ متر است. این فرودگاه در شهر سرتنجا کشور بلیز قرار دارد و در ارتفاع ۳ متری از سطح دریا واقع شده است.